# XXI millennio a.C.
Il XXI millennio a.C. inizia il 1º gennaio dell'anno 21000 a.C. e termina il 31 dicembre dell'anno 20001 a.C. incluso.

## Invenzioni, scoperte, innovazioni
- Europa:
  - Fine della tecnica litica aurignaziana
  - Fase finale del gravettiano (Perigordiano V o Gravettiano finale), datato tra 21000 a.C. e 18000 a.C. (Perigordiano VI e VII), che si chiude con industrie di tradizione gravettiana, prive dei tipi “speciali” della fase evoluta. Nell'area occidentale-atlantica al Gravettiano seguono complessi postgravettiani differenziati (Solutreano e Magdaleniano)